# Josef Rösing
Josef Rösing (* 31. Januar 1911 in Beuel; † 7. Juni 1983 in Bonn) war ein deutscher Politiker (Zentrum, später CDU).

## Leben und Beruf
Rösing war von Beruf Diplomvolkswirt. Er war ab 1935 Mitglied der katholischen Studentenverbindung KDStV Bavaria Bonn. 1939 bis 1945 war er in der Wehrmacht und Kriegsgefangenschaft. Von 1949 bis 1953 arbeitete er als Geschäftsführer der Zentrumsfraktion im Deutschen Bundestag.
Partei

Rösing beantragte am 18. November 1937 die Aufnahme in die NSDAP und wurde rückwirkend zum 1. Mai desselben Jahres aufgenommen (Mitgliedsnummer 5.307.120). Er war dann 1945 Mitbegründer der Zentrumspartei. 1952/53 war er deren Generalsekretär. 1954 verließ er das Zentrum. Am 6. Juni 1955 trat er der CDU bei. 1962 bis 1969 war er Vorsitzender des CDU-Kreisverbandes Bonn-Land.
Abgeordneter

Rösing gehörte dem Deutschen Bundestag vom 14. Januar 1954, als er für den verstorbenen Zentrumsabgeordneten Franz Böhner nachrückte, bis 1961 und vom 30. Juni 1965, als er für den verstorbenen CDU-Abgeordneten Friedrich Wilhelm Willeke nachrückte, bis 1972 an.
Als Mitglied der Zentrumspartei zunächst fraktionsloser Abgeordneter, schloss er sich am 25. Juni 1954 als Gast der CDU/CSU-Fraktion an, der er am 6. Juni 1955 auch beitrat. Von November 1955 bis 1961 und von 1965 bis 1972 war er Parlamentarischer Geschäftsführer der Unionsfraktion im Deutschen Bundestag.

## Ehrungen
- 1968: Großes Verdienstkreuz der Bundesrepublik Deutschland
- 1973: Großes Verdienstkreuz mit Stern der Bundesrepublik Deutschland